# Långtjärnen (Sorsele socken, Lappland, 725145-157866)
Långtjärnen är en sjö i Sorsele kommun i Lappland och ingår i Umeälvens huvudavrinningsområde. Sjön har en area på 0,151 kvadratkilometer och ligger 362,9 meter över havet.

## Delavrinningsområde
Långtjärnen ingår i det delavrinningsområde (725005-157935) som SMHI kallar för Mynnar i Blattnikselet. Medelhöjden är 371 meter över havet och ytan är 15,19 kvadratkilometer. Räknas de 3 avrinningsområdena uppströms in blir den ackumulerade arean 68,08 kvadratkilometer. Huftabäcken som avvattnar avrinningsområdet har biflödesordning 3, vilket innebär att vattnet flödar genom totalt 3 vattendrag innan det når havet efter 283 kilometer. Avrinningsområdet består mestadels av skog (59 procent) och sankmarker (32 procent). Avrinningsområdet har 0,54 kvadratkilometer vattenytor vilket ger det en sjöprocent på 3,5 procent.